# Umbrina wintersteeni
Umbrina wintersteeni és una espècie de peix de la família dels esciènids i de l'ordre dels perciformes.

## Morfologia
- Els mascles poden assolir 30 cm de longitud total.[4][5]

## Hàbitat
És un peix marí, de clima subtropical i bentopelàgic.

## Distribució geogràfica
Es troba al Pacífic oriental central: sud de la Baixa Califòrnia (Mèxic) i el Golf de Califòrnia.

## Observacions
És inofensiu per als humans.